# John Ongman

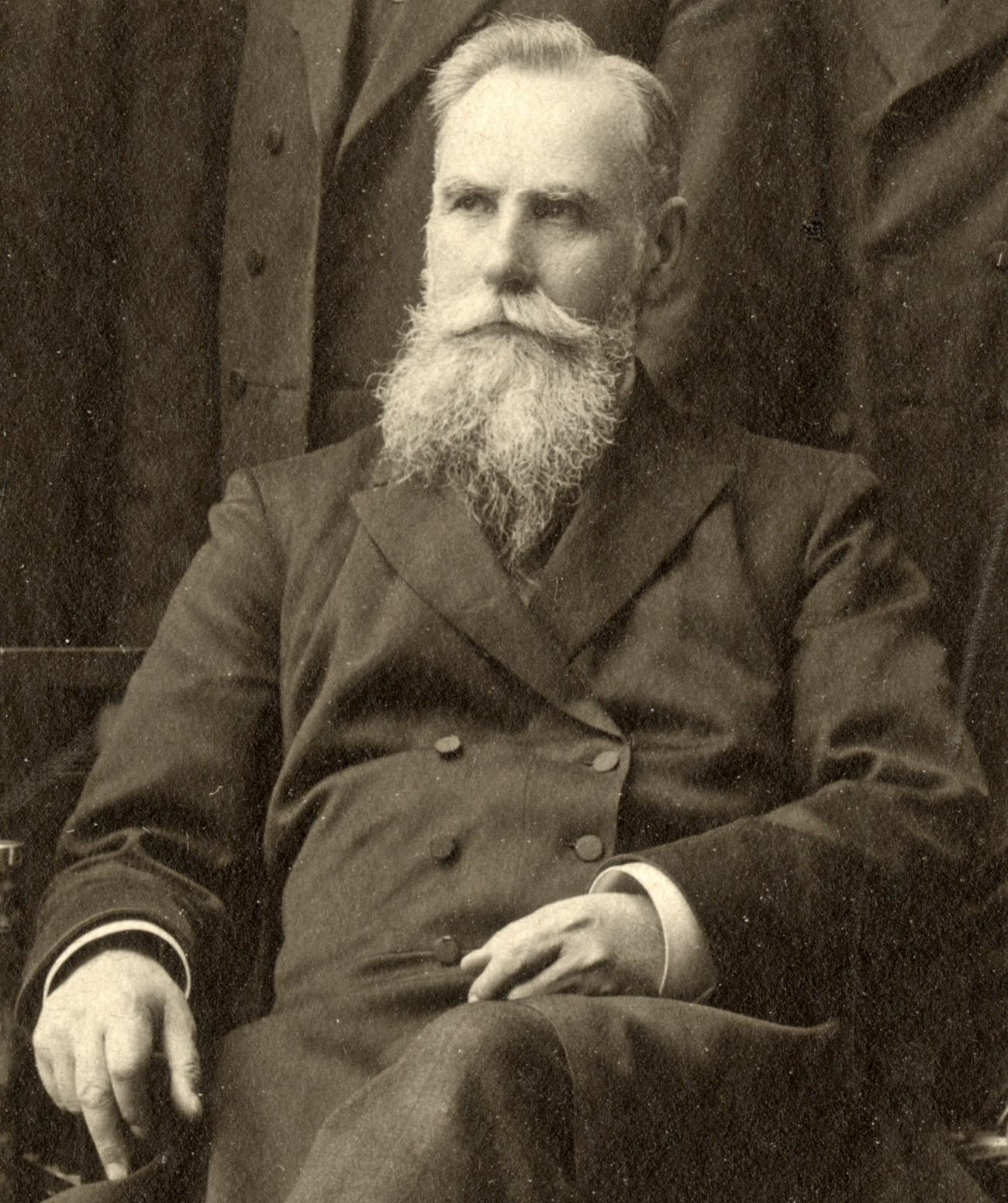
John Ongman

Johan (John) Ongman (ursprungligen Nilsson, senare Ångman), född 15 november 1845 på Gisselåsen i Oviken, Jämtland, död 28 februari 1931 i Örebro, var en svensk frikyrkopredikant, grundare av Örebromissionen.

## Uppväxt
Han var det fjärde syskonet av sex och växte upp i ett för tiden normalt kristet hem. Hans far Nils Sköld var soldat till yrket och hans mor Maria Laurentia Sten kom från en smidessläkt med rötterna i Norge. Ongman gick i skolan i 4 år och vid 17 års ålder tog han traditionsenligt värvning som soldat i Jämtlands fältjägarregemente för att följa sin far i fotspåren. Det var i det militära som han fick namnet Ångman (möjligen då han i 18-årsåldern bodde i Ångmon / Ångron) som sedan omskrevs i en engelsk stil till Ongman. 

## Omvändelsen och tjänsten
1864 hälsade han på sin vän Karl Hansson som var nyfrälst och även Ongman fick då som artonåring ta emot Jesus som personlig frälsare och Herre. Han döptes i Myssjö Baptistförsamling i Kövra den 4 mars (eller 1 mars) i en isvak i Storsjön och började ganska snart predika Guds Ord. 1866 började han på heltid predika och resa omkring och 1868, närmare bestämt den 14 maj reste han för första gången till Amerika. 
1873 blev han kallad som pastor till Saint Paul, Minnesota (USA), där han samma år bildade den första svenska baptistförsamlingen där. Han flyttade till Chicago 1873 och blev där pastor i en annan svensk baptistförsamling samtidigt som han studerade vid den svenska avdelningen av Baptist Union Theological Seminary under några år. 1881 flyttade han tillbaka till Saint Paul, Minnesota där han bodde (med undantag av 1885-86) fram till att han flyttade tillbaka till Sverige. 
1889 blev han kallad som pastor i Örebro Baptisförsamling i vilken han började sin tjänst 1890 och där han jobbade fram tills bildandet av Filadelfiaförsamlingen i Örebro där han blev föreståndare 1897. Under 1890-talet hade Ongman varit aktiv som bibelskolelärare och grundare av Örebro missionsförening (1892). 1908 grundade han Örebro missionsskola för utbildning av predikanter i hemlandet och för missionärer.
John Ongman efterträddes vid sin död 1931 av redaktören för Missionsbaneret pastor Algot Ahlbäck. 

## Personen
Ongman var gift tre gånger. Hans första fru hette Kristina Andersson och dog 1871. Andra hustrun Vilhelmine Eriksson dog 1892 och hans tredje hustru hette Hanna Holmgren. Vad mer som kan sägas om John Ongman är att han enligt folk i hans närhet var en sann bönemänniska som inte var så teoretiskt eller intellektuellt lagd, men som vann människors respekt genom den kärlek och omsorg han visade. Man kan också slå fast att han var en missionsman som brann för missionen och som ofta gick sina egna vägar för att enligt honom stå fast i och vara trogen Guds kallelse.
John Ongman är begravd på Nikolai kyrkogård i Örebro.

## Psalmer
- När invid korset jag böjde mig nr 118 i Segertoner 1930
- Oss ett härligt rike väntar nr 53 i Segertoner 1930
- Skurar av nåd skall jag sända nr 16 i Segertoner 1930 Finns på Wikisource.